# Thomas Lavachery
Thomas Lavachery (n. 11 septembrie 1966, Brussel, Comunitatea Francofonă din Belgia⁠(d), Belgia) este un scriitor belgian contemporan. Este nepotul arheologului Henri Lavachery.
Istoric de artă, cineast, a început cu benzi desenate publicând nuvele în săptămânalul Tintin. Pentru ziarul La Croix, el a adaptat în benzi desenate serialul Téléchat de Roland Topor. Este regizor de filme documentare și a făcut un film despre expediția bunicului său pe Insula Paștelui în 1934.
Thomas Lavachery este cunoscut in primul rand ca scriitor de romane destinate  adolescenților; este deosebit de apreciat pentru aventurile din Morfirul Bjorn (fantezie eroică), operă in opt volume. In colaborare cu desenatorul Thomas Gilbert, el a adaptat saga Morfirul Bjorn in bandă desenată.
Thomas Lavachery a publicat și lucrări pentru un public mai tânăr: Furia lui MacGregor (scris în colaborare cu o clasă a V-a), Tor și Gnomii, Tor și Troll. De asemenea, este autor-ilustrator de albume pentru copii: Jojo din junglă, Padouk pleacă, o carte care tratează dispariția unei persoane dragi, Ma famille verte, inspirată din experiența surorii sale adoptive.
De asemenea, este profesor la Universitatea din Lille 3, unde susține un curs practic de scriere studenților masteratului „Literatură pentru tineret”.
Thomas Lavachery a câștigat premiul Vrajitoarele în 2006 pentru Bjorn, morfirul. A câștigat marele premiu trienal de literatură pentru tineret de la Federația Valonia-Bruxelles (2018-2021) pentru opera sa în ansamblu.

### Albume pentru tineri
- Jojo din junglă[9], L'École des Loisirs, 2010.
- Mă duc să văd Sioux, L'École des Loisirs, 2011.
- Padouk pleacă, L'École des Loisirs, 2011.
- Trei povești cu Jojo din junglă, L'École des Loisirs, 2013.
- Roussette și înfricoșătorii , Pastel, 2016.
- Familia mea verde, Pastel, 2017.

#### Povești, eseuri
- Insula Paștelui 1934, doi bărbați pentru un mister, Labour, 2005.
- Itatinémaux, Editions Aden, 2014.
- Thomas Lavachery, bucătăria unui autor, Federația Valonia-Bruxelles, 2019.

##### Benzi desenate, în colaborare cu Thomas Gilbert
- Bjorn Morphir 1 : Nașterea unui morphir, Rue de Sèvres, 2015 (reeditare).
- Bjorn Morphirul 2 : In iadul iadurilor, Rue de Sèvres, 2015 (reeditare).
- Bjorn Morphir 3 : Regina iadului, Rue de Sèvres, 2015 (reeditare).
- Bjorn Morphirul 4 : Armatele regelui, Rue de Sèvres, 2015.
- Bjorn Morphir 5 : Șocul armatelor, Rue de Sèvres, 2016.
- Bjorn Morphirul 6 : Armata stepelor, Rue de Sèvres, 2017.
- Bjorn Morphirul 7 : Razbunarea Morphirului, Rue de Sèvres, 2018.

## Filmografie
- O lume fără tată și fără soț, documentar regizat cu Eric Blavier, YC Aligator Film, 2000.
- Omul Paștelui[10], documentar regizat împreună cu Denis Roussel, YC Aligator Film, 2002.